# عباس بن محمد رضوان
الشريف عباس بن محمد أمين بن أحمد بن رضوان الحسني المدني يعرف أيضًا بـابن رضوان (يناير 1877 - 9 مارس 1928) (ذي الحجة 1293 - 18 رمضان 1346) فقيه شافعي ومحدث وكاتب حجازي. ولد في المدينة في عائلة متدينة شريفة من أصل مصري. أخذ من والده الفقيه أولًا ثم حضر بحلقات المسجد النبوي ودرس على أحمد بن إسماعيل البرزنجي وفالح بن محمد الظاهري وعبد الجليل برادة ومحمد بن جعفر الكتاني وغيرهم. أجازه عدة علماء من المدينة والمكة. ثم تصدر للتدريس في الحرم النبوي فدرّس الحديث والفقه الشافعي والعلوم اللغة العربية وأصول الفقه وغالب من يحضر مجالسة هم طلبة خاصة. خرج من المدينة قبيل الحرب العالمية الأولى إلى مصر والتقى بعلماء الأزهر فيها. عاد إلى وطنه واستمر بالتدريس حتى وفاته. دفن في البقيع. له عدة مؤلفات وأشعار. 

## نسبه
هو عباس بن محمد أمين بن أحمد بن رضوان بن عبد الفتاح بن علي أباظة بن البسيوني بن عبد الواحد بن محمد الشناوي بن عبد الرؤوف بن عبد الفتاح بن عبد السميع بن عبد الرزاق بن عبد الفتاح بن يوسف المدني الشافعي. وأسرة الرضوان من الأسر العريقة المعروفة من أصل هاشمي مصري، وينتهي نسبهم إلى الحسن بن علي بن أبي طالب .

## سيرته
ولد عباس رضوان في المدينة في آخر شهر ذي الحجة 1293/ يناير 1877 ونشأ بها. وعندما بلغ سن التعليم أدخله والده إلى الكُتّاب فحفظ القرآن وجوّده. ثم درس وأخذ أولًا على يد والده الفقيه محمد (توفي في 28 ربيع الثاني 1313/ 17 أكتوبر 1895) فسمع منه الحديث، ثم استمر في المسجد النبوي فالتحق بحلقة أحمد بن إسماعيل البرزنجي مفتي الشافعية في المدينة، ودرس عليه الفقه الشافعي وبعض الكتب الفقهية منه الشفا بتعريف حقوق المصطفى ومغني اللبيب وشذرات الذهب وبعض الصحاح والسيرة. وبعده التحق بفالح بن محمد الظاهري وقرأ عليه الحديث والنحو والصرف، وأجيز منه بأسانيده، ثم درس على عبد الجليل برادة كتب الأدبية، ثم حضر على محمد بن جعفر الكتاني ودرس عليه الحديث، وقام بحضور في حلقات جماعة من العلماء وأجيز منهم.

### تدريسه
أمره شيوخه للتدريس في المسجد النبوي، فتصدر للتدريس بها وكانت حلقته بجوار حلقة محمد الطيب الأنصاري خلف المكبرية‌، وكان صاحب حلقة صغيرة لا يوجد بها طلاب كثيرون إلا طلبة خاصة وتخرجوا عليه عدة منهم في الحديث والفقه الشافعي والعلوم العربية وأصول الفقه. ممن أخذوا عنه عبد القدوس الأنصاري ومحمد عيسى الفاداني ومحمد الشهير بانكوتيم .

وعندما نشبت الحرب العالمية الأولى خرج من المدينة إلى مصر وبقي بها والتقى بأعيان الأزهر، وقام بالتدريس بمصر في سنوات إقامته. رجع إلى المدينة بعد انتها الحرب. 

## وفاته
توفي في 18 رمضان 1346/ 9 مارس 1928 في داره بدرب الجنائز وصلي عليه في المسجد النبوي ودفن في بقيع . ولم يعقب أحدا من الأولاد. 

## شعره
كان شاعرًا «رقيقًا جزل الألفاظ حلوها،‌ سامي المعاني قويها». نظّم بعض أشعار أثناء إقامته بالقاهرة في الحنين والغربة. 

## مؤلفاته
- مختصر فتح ربِّ الأرباب بما أهمل في لبّ اللبّاب من واجب الأنساب. وهو ذيلٌ للبّ اللّباب في تحرير الأنساب للسيوطي، انتهى من تأليفه في 30 جمادى الأولى 1345 وقد طبع في نفس السنة ويقع في 70 صفحة. في موقع أرشيف الإنترنت
- فرائد العقود الدرية، في سيرة فاطمة الزهراء والحسن وعلي وزين العابدين ومحمد الباقر والعباس عم رسول. فرغ من تأليفه في 27 جمادى الآخرة 1341 وكتبه بأسلوب القدماء من السجع.
- فتح البر بشرح بلوغ الوطر من مصطلح أهل الأثر،في موقع أرشيف الإنترنت
- اتحاف الإخوان بشرح قصيدة الصبان في المصطلح
- عمدة الطالب في أصول الفقه، منظومة
- نخبة فتح المنعم الوهاب بشرح عمدة الطلاب، في علم أصول الفقه
- كفاية الطلاب، منظومة في الفرائض
- إرشاد الأحباب إلى أسرار كفاية الطلاب
- القطر الشهدي في أوصاف المهدي
- نيل الهداية إلى فهم اتمام الدراية لقراء النقاية
- غاية المأمول في تتمة منهج الوصول في علم الرسول